# Червоно-чорний прапор (Україна)
Червоно-чорний прапор — недержавний прапор, що використовується в Україні здебільшого протестувальниками, націоналістами, патріотами, починаючи з 1990-х років.

## Історія
Червоно-чорний біколор із горизонтальними смугами, як протестний символ, з'явився в Україні приблизно в кінці 80-х, на початку 90-х років 20-го століття. Перше використання прапору документально зафіксовано під час Революції на граніті, де його використовували протестувальники. Найбільшу популярність серед українців прапор здобув у 2013-му році, під час Революції гідності, а також на початку гібридної російсько-української війни у 2014-му році, та на момент трансформації її у повномасштабну фазу у 2022-му. 

## Містифікація

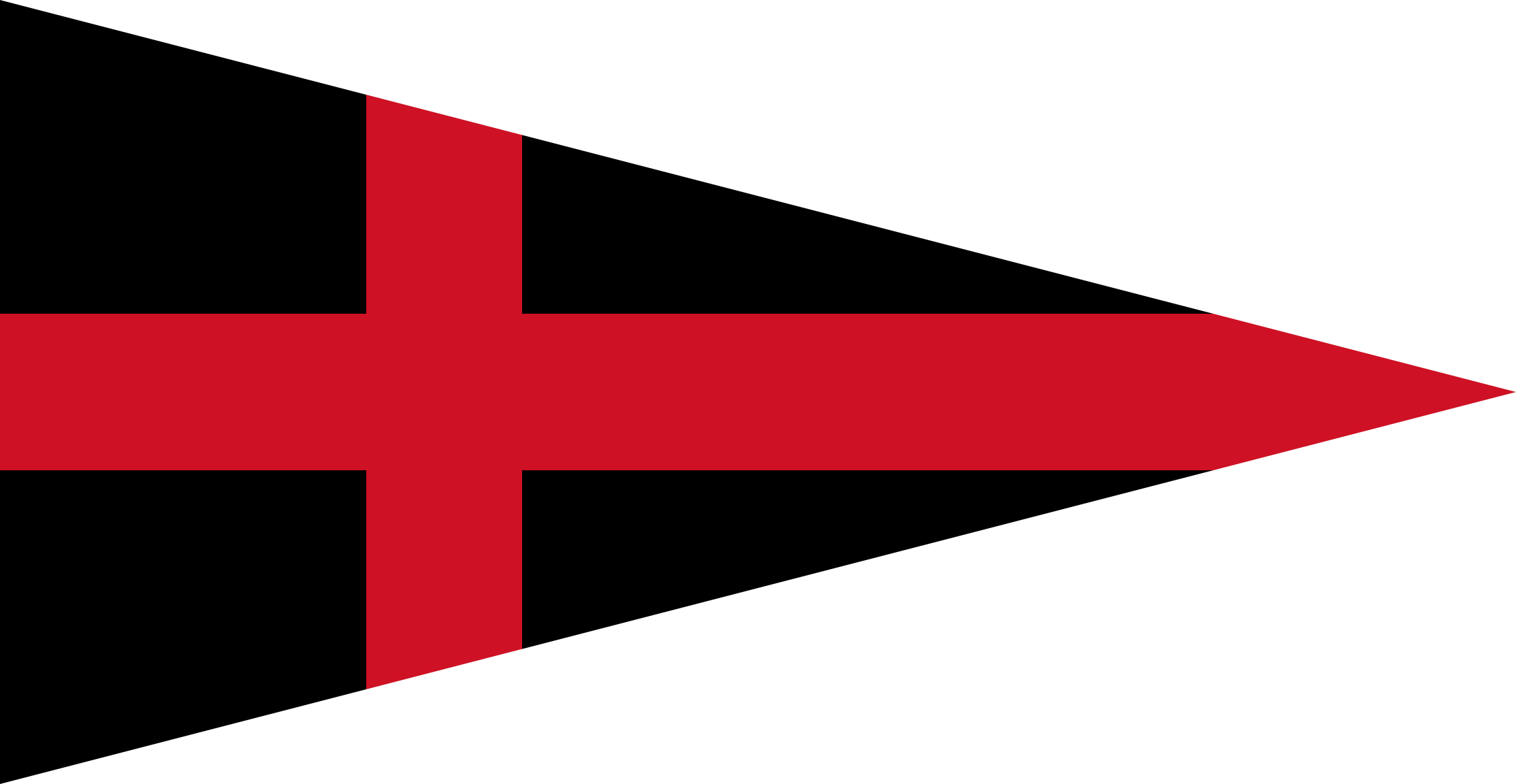
Варіант прапору бандерівського проводу ОУН, використання якого зафіксоване на фото виступів С. Бандери в еміграції

Загальногромадською думкою, і не завжди тільки українською, прийнято вважати, що червоно-чорний біколор із горизонтальними смугами нібито використовувався в ОУНР, під проводом Степана Бандери, а також в її бойовому крилі, УПА. Існують поодинокі випадки згадок ветеранів УПА, під час яких вони усно засвідчують, що такий прапор дійсно використовувався. Проте, жодного фактичного підтвердження цьому немає. На момент Другої світової війни, під час проведення II Великого збору ОУН (б), керівництвом ОУНР згадується, що в організації планують затвердити «свойого окремого організаційного прапору чорної і червоної краски. Уклад і обов'язуючі пропорції будуть ухвалені окремою комісією». Однак дизайн прапору не описується та через початок німецько-радянської війни ця комісія так і не зібралася.